# Saint-Étienne-de-Chomeil
Pour les articles homonymes, voir Saint-Étienne (homonymie).
Visite virtuelle de L'église de Saint Etienne de Chomeil sur https://eglise-sec.durdu.fr/durdu/ offert par "L'association Crèche Musique et Tradition" et durdu.fr

## Localisation
Saint-Étienne-de-Chomeil (Sent Estèfe de Chaumelh en occitan) est une commune française située dans le département du Cantal, en région Auvergne-Rhône-Alpes.

## Géographie

### Localisation
Saint-Étienne-de-Chomeil se situe à 736 m d'altitude, au nord du canton de Riom-ès-Montagnes. Le village appartient au parc naturel régional des Volcans d'Auvergne.
Saint-Étienne-de-Chomeil est limitrophe de sept autres communes.
|                    | Champs-sur-Tarentaine-Marchal | Trémouille        |
| Antignac           | Saint-Étienne-de-Chomeil      | Saint-Amandin     |
| La Monselie, Menet |                               | Riom-ès-Montagnes |

### Hydrographie

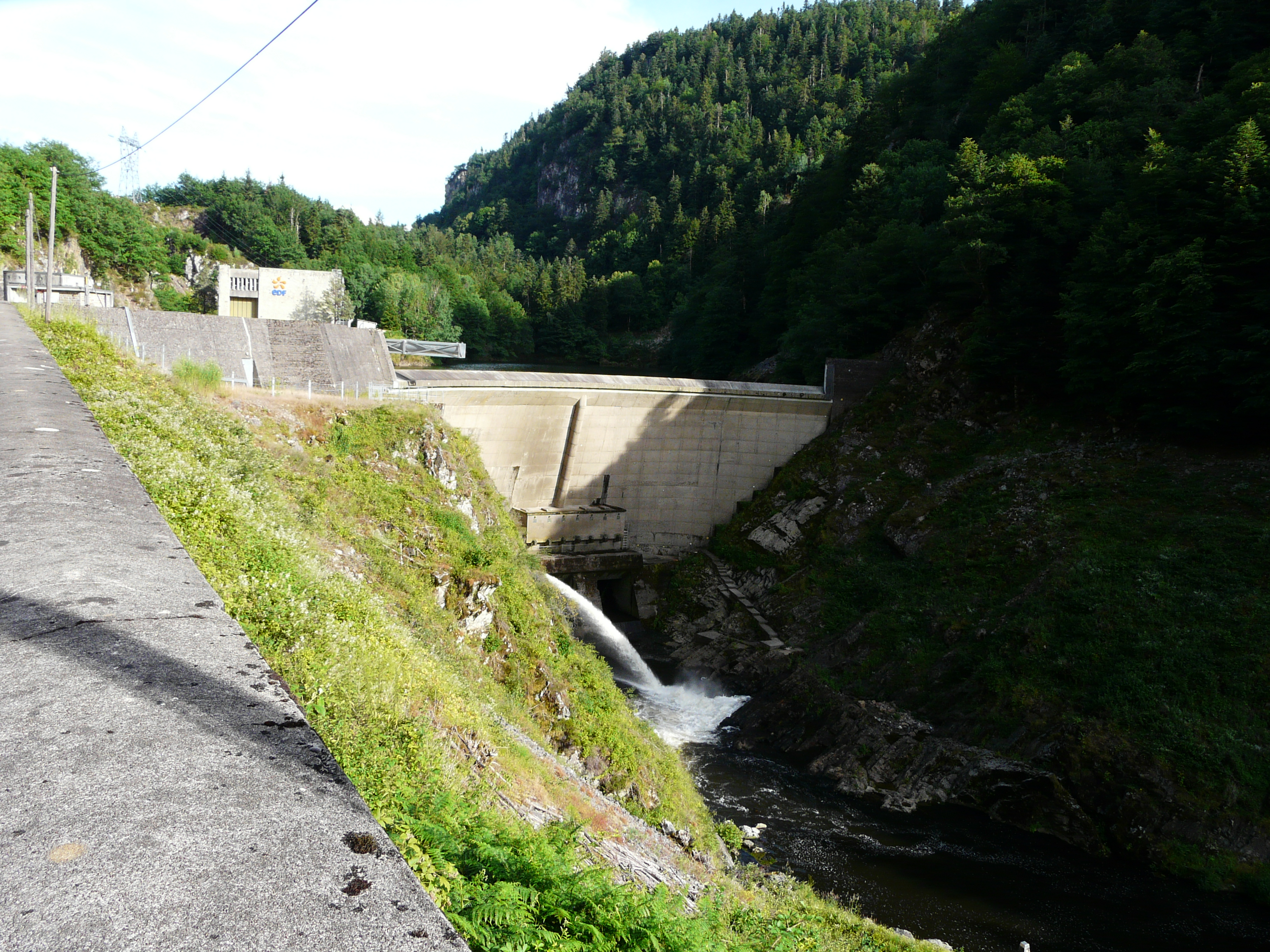
Le barrage de Vaussaire sur la Rhue, en limites de Champs-sur-Tarentaine-Marchal (à gauche) et Saint-Étienne-de-Chomeil, à droite.

Le territoire communal est bordé au nord par la Rhue et arrosé au sud par son affluent, le Soulou. Au nord-est, un autre affluent de la Rhue, la Petite Rhue, borde très brièvement le territoire communal. Au sud-ouest, c'est un affluent de la Dordogne, la Sumène, qui sert de limite naturelle à la commune.

### Climat
Pour des articles plus généraux, voir Climat d'Auvergne-Rhône-Alpes et Climat du Cantal.
En 2010, le climat de la commune est de type climat de montagne, selon une étude du CNRS s'appuyant sur une série de données couvrant la période 1971-2000. En 2020, Météo-France publie une typologie des climats de la France métropolitaine dans laquelle la commune est exposée à un climat de montagne ou de marges de montagne et est dans la région climatique Ouest et nord-ouest du Massif Central, caractérisée par une pluviométrie annuelle de 900 à 1 500 mm, maximale en automne et en hiver.
Pour la période 1971-2000, la température annuelle moyenne est de 9,2 °C, avec une amplitude thermique annuelle de 15,1 °C. Le cumul annuel moyen de précipitations est de 1 241 mm, avec 13,3 jours de précipitations en janvier et 8,6 jours en juillet. Pour la période 1991-2020, la température moyenne annuelle observée sur la station météorologique de Météo-France la plus proche, « Riom-Montagnes »sur la commune de Riom-ès-Montagnes à 8 km à vol d'oiseau, est de 9,7 °C et le cumul annuel moyen de précipitations est de 1 221,4 mm,. Pour l'avenir, les paramètres climatiques de la commune estimés pour 2050 selon différents scénarios d'émission de gaz à effet de serre sont consultables sur un site dédié publié par Météo-France en novembre 2022.

## Urbanisme

### Typologie
Au 1er janvier 2024, Saint-Étienne-de-Chomeil est catégorisée commune rurale à habitat dispersé, selon la nouvelle grille communale de densité à 7 niveaux définie par l'Insee en 2022.
Elle est située hors unité urbaine et hors attraction des villes,.

### Occupation des sols
L'occupation des sols de la commune, telle qu'elle ressort de la base de données européenne d’occupation biophysique des sols Corine Land Cover (CLC), est marquée par l'importance des forêts et milieux semi-naturels (52,1 % en 2018), une proportion sensiblement équivalente à celle de 1990 (52,6 %). La répartition détaillée en 2018 est la suivante : 
forêts (51,2 %), prairies (39,7 %), zones agricoles hétérogènes (7 %), zones urbanisées (1,1 %), milieux à végétation arbustive et/ou herbacée (0,9 %). L'évolution de l’occupation des sols de la commune et de ses infrastructures peut être observée sur les différentes représentations cartographiques du territoire : la carte de Cassini (XVIIIe siècle), la carte d'état-major (1820-1866) et les cartes ou photos aériennes de l'IGN pour la période actuelle (1950 à aujourd'hui).

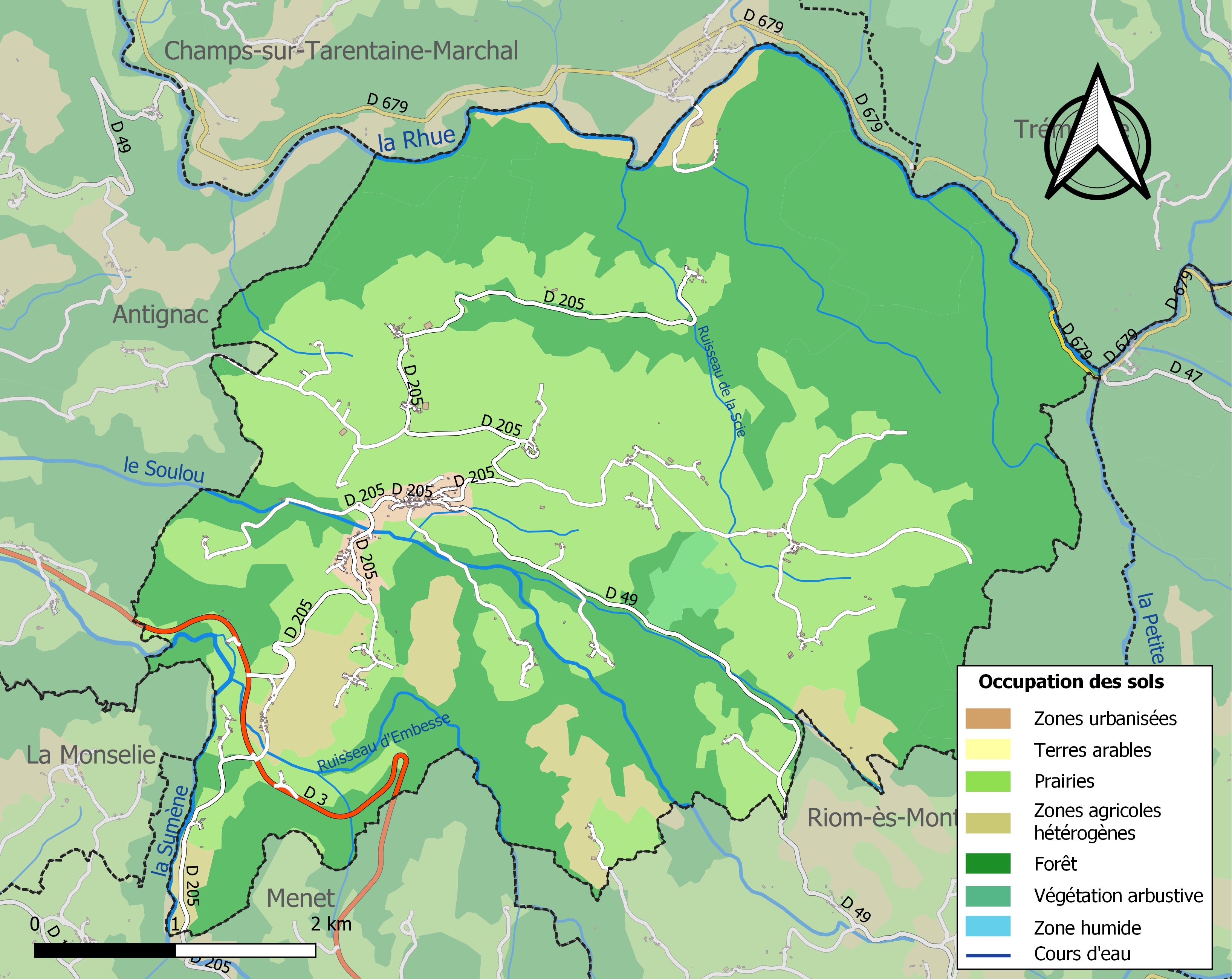
Carte des infrastructures et de l'occupation des sols de la commune en 2018 (CLC).

### Habitat et logement
En 2018, le nombre total de logements dans la commune était de 250, alors qu'il était de 244 en 2013 et de 236 en 2008.
Parmi ces logements, 46,6 % étaient des résidences principales, 35,4 % des résidences secondaires et 17,9 % des logements vacants. Ces logements étaient pour 95,3 % d'entre eux des maisons individuelles et pour 3,9 % des appartements.
Le tableau ci-dessous présente la typologie des logements à Saint-Étienne-de-Chomeil en 2018 en comparaison avec celle du Cantal et de la France entière. Une caractéristique marquante du parc de logements est ainsi une proportion de résidences secondaires et logements occasionnels (35,4 %) supérieure à celle du département (20,4 %) et à celle de la France entière (9,7 %). Concernant le statut d'occupation de ces logements, 80,8 % des habitants de la commune sont propriétaires de leur logement (86,2 % en 2013), contre 70,4 % pour le Cantal et 57,5 pour la France entière.
| Typologie                                               | Saint-Étienne-de-Chomeil | Cantal | France entière |
| ------------------------------------------------------- | ------------------------ | ------ | -------------- |
| Résidences principales (en %)                           | 46,6                     | 67,7   | 82,1           |
| Résidences secondaires et logements occasionnels (en %) | 35,4                     | 20,4   | 9,7            |
| Logements vacants (en %)                                | 17,9                     | 11,9   | 8,2            |

## Histoire
Le 15 mai 1962, la commune de Saint-Étienne-de-Riom est rebaptisée Saint-Étienne-de-Chomeil. Le village porta également le nom de Saint-Étienne-de-Menet et, à l'époque révolutionnaire, de Rochers-Républicains.

## Politique et administration

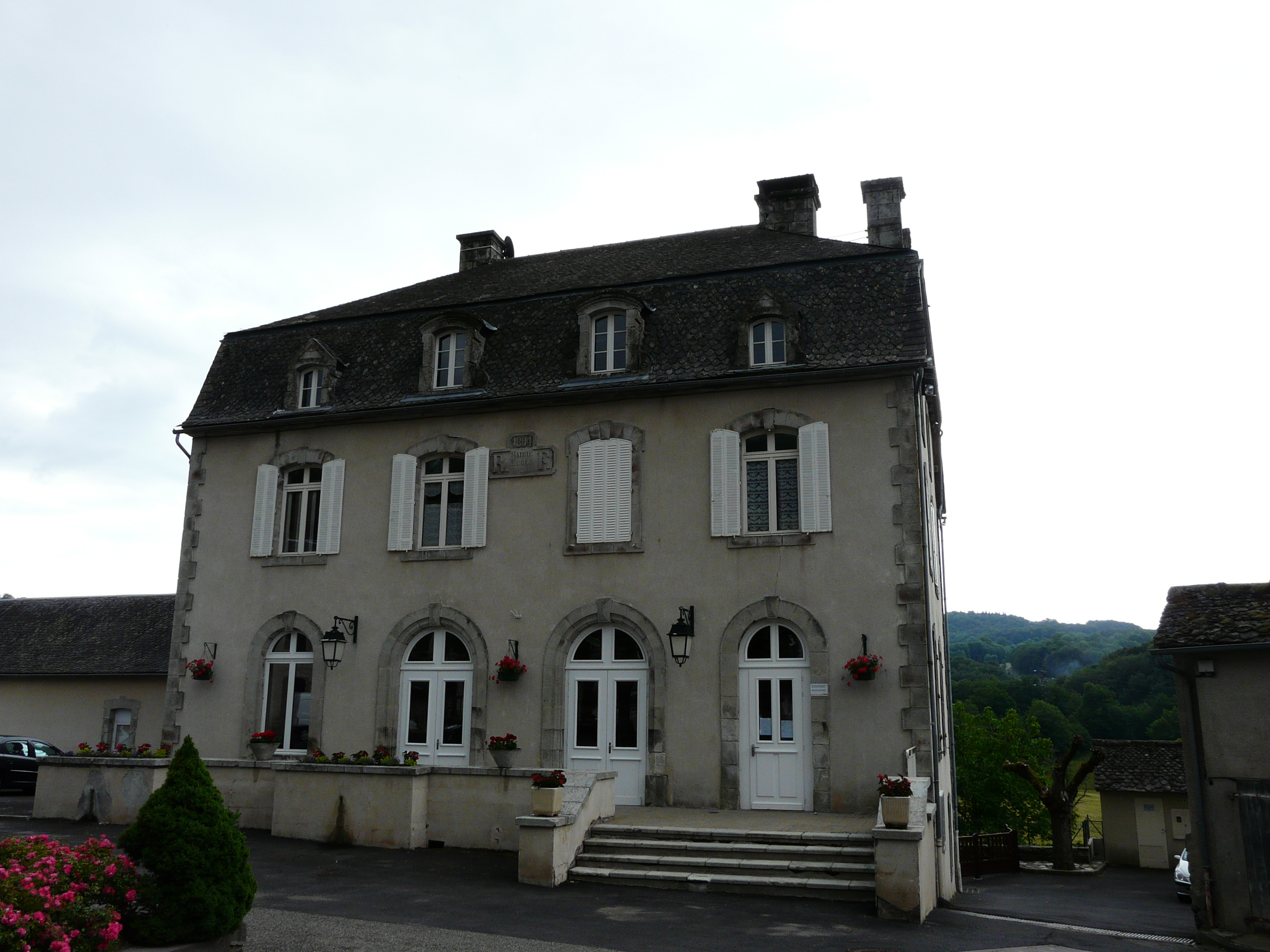
Mairie-école.

| Période                                  | Période                         | Identité           | Étiquette | Qualité                          |
| ---------------------------------------- | ------------------------------- | ------------------ | --------- | -------------------------------- |
| Les données manquantes sont à compléter. |                                 |                    |           |                                  |
| 1910                                     | 1932                            | Bertrand Georges   |           |                                  |
| 1933                                     | 1935                            | Louis Delpeuch     |           |                                  |
| 1935                                     | 1937                            | Pierre Dubois      |           |                                  |
| 1937                                     | 1939                            | Louis Delpeuch     |           |                                  |
| 1939                                     | 1941                            | Eugène Bouvelot    |           |                                  |
| 1941                                     | 1942                            | Guillaume Auriel   |           |                                  |
| 1942                                     | 1944                            | Léon Auriel        |           |                                  |
| 1944                                     | mai 1953                        | Roger Lannes       |           | Chevalier de la Légion d'honneur |
| mai 1953                                 | mars 2001                       | Jacques Raboisson  | RPR       | Chef d'entreprise                |
| mars 2001                                | mars 2008                       | François Champreux |           |                                  |
| mars 2008                                | avril 2014                      | Béatrice Chaumeil  |           |                                  |
| avril 2014                               | En cours (au 16 septembre 2024) | Gilbert Mommalier  | DVD       | Artisan                          |

## Démographie
L'évolution du nombre d'habitants est connue à travers les recensements de la population effectués dans la commune depuis 1793. Pour les communes de moins de 10 000 habitants, une enquête de recensement portant sur toute la population est réalisée tous les cinq ans, les populations de référence des années intermédiaires étant quant à elles estimées par interpolation ou extrapolation. Pour la commune, le premier recensement exhaustif entrant dans le cadre du nouveau dispositif a été réalisé en 2004.

En 2022, la commune comptait 252 habitants, en évolution de +17,21 % par rapport à 2016 (Cantal : −1,08 %, France hors Mayotte : +2,11 %).
| 1793  | 1800  | 1806  | 1821  | 1831  | 1836  | 1841  | 1846  | 1851  |
| ----- | ----- | ----- | ----- | ----- | ----- | ----- | ----- | ----- |
| 1 064 | 1 005 | 1 056 | 1 077 | 1 133 | 1 168 | 1 264 | 1 249 | 1 217 |

| 1856  | 1861  | 1866  | 1872  | 1876  | 1881  | 1886  | 1891  | 1896  |
| ----- | ----- | ----- | ----- | ----- | ----- | ----- | ----- | ----- |
| 1 165 | 1 081 | 1 070 | 1 064 | 1 038 | 1 059 | 1 068 | 1 052 | 1 035 |

| 1901  | 1906  | 1911  | 1921 | 1926 | 1931 | 1936 | 1946 | 1954 |
| ----- | ----- | ----- | ---- | ---- | ---- | ---- | ---- | ---- |
| 1 006 | 1 060 | 1 008 | 804  | 744  | 735  | 601  | 607  | 635  |

| 1962 | 1968 | 1975 | 1982 | 1990 | 1999 | 2004 | 2006 | 2009 |
| ---- | ---- | ---- | ---- | ---- | ---- | ---- | ---- | ---- |
| 620  | 505  | 442  | 378  | 310  | 259  | 228  | 225  | 210  |

| 2014 | 2019 | 2022 | - | - | - | - | - | - |
| ---- | ---- | ---- | - | - | - | - | - | - |
| 215  | 243  | 252  | - | - | - | - | - | - |

## Culture locale et patrimoine

### Lieux et monuments
- Visite virtuelle de L'église de Saint Etienne de Chomeil sur https://eglise-sec.durdu.fr/durdu/ offert par "L'association Crèche Musique et Tradition" et durdu.fr

L'église dédiée à saint Étienne et à saint Clair est d'inspiration à la fois gothique et romane. Elle présente à l'extérieur des décorations assez insolites, notamment un sagittaire et deux têtes très bizarres dont l'une montre une langue démesurée.
- Le château de Saint-Étienne

Le château dont la partie la plus ancienne remonte au XIVe siècle, a été modifié et agrandi au XVIIe siècle, et plus tardivement pour les intérieurs. Il conserve sa vieille cuisine du XIVe siècle. Le parc à l'anglaise a été créé en 1900, avec arbres remarquables, cadrans solaire et canonial.
- Le lac de Mont-de-Bélier

Halte sur le sentier PR du même nom.
- Le rocher d'Urlande

Ce rocher rappelle le passé volcanique de la région et sert aujourd'hui de site d'escalade.
- Les gorges de la Rhue

Prenant sa source sur les pentes du Massif du Sancy, la Rhue traverse le nord du Cantal pour se jeter dans la Dordogne. Elle évolue dans de pittoresques gorges, jalonnées de forêts, cascades et barrages.
- Sentier botanique de Chassagne / Sentier du lac de Mont-de-Bélier.

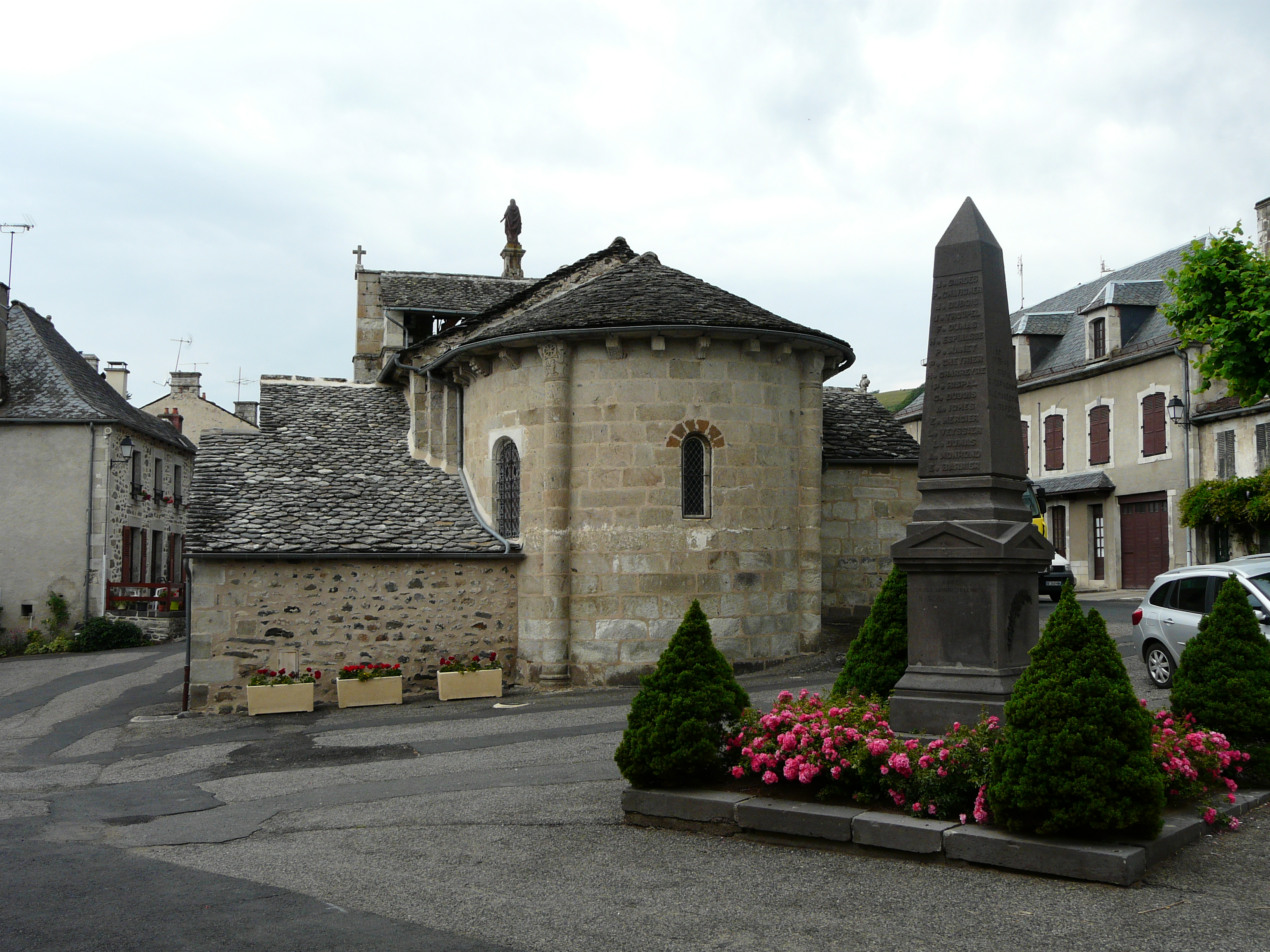
Place dans le bourg de Saint-Étienne-de-Chomeil.
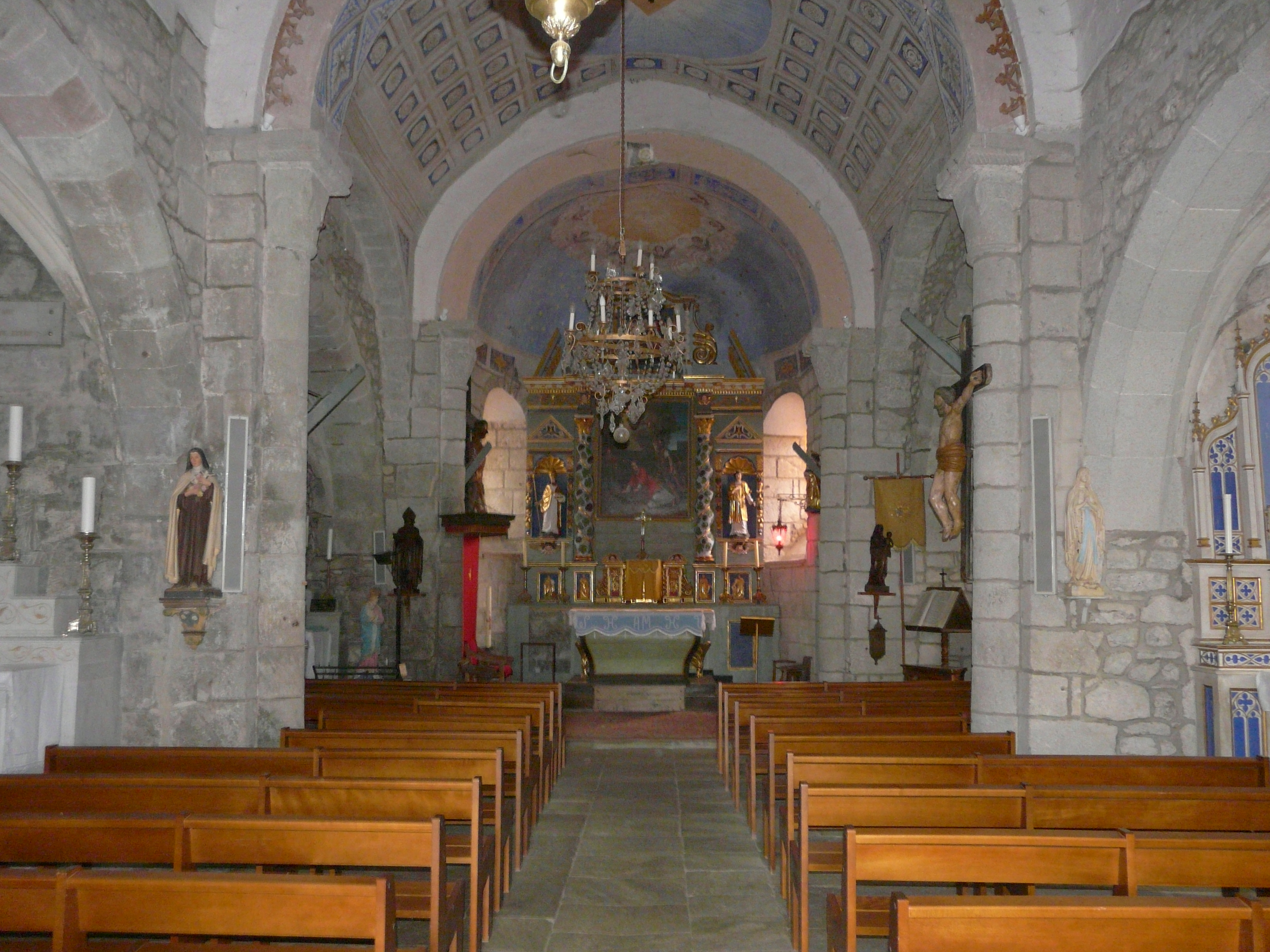
La nef de l'église Saint-Étienne-et-Saint-Clair.
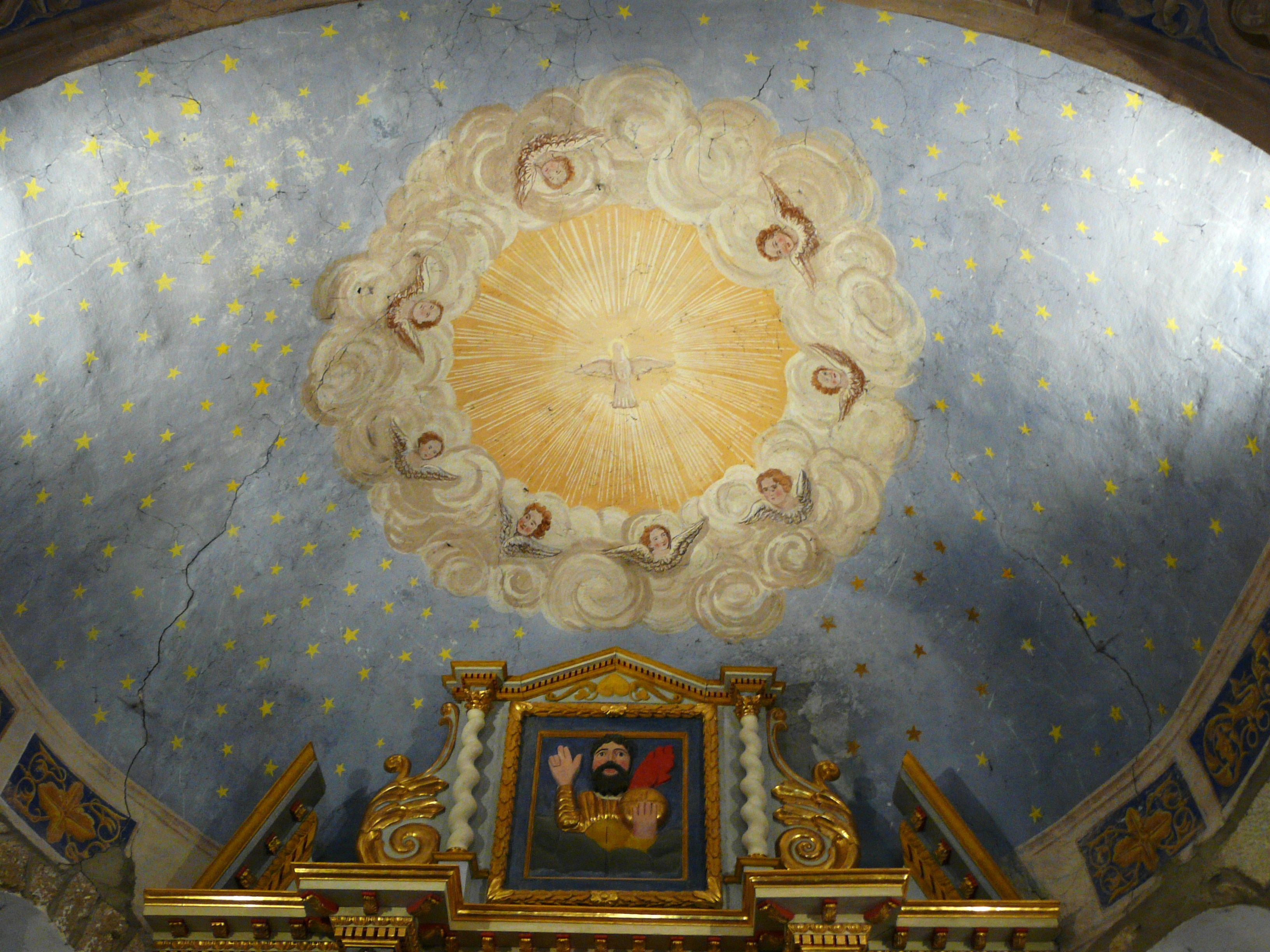
Le plafond du chœur.
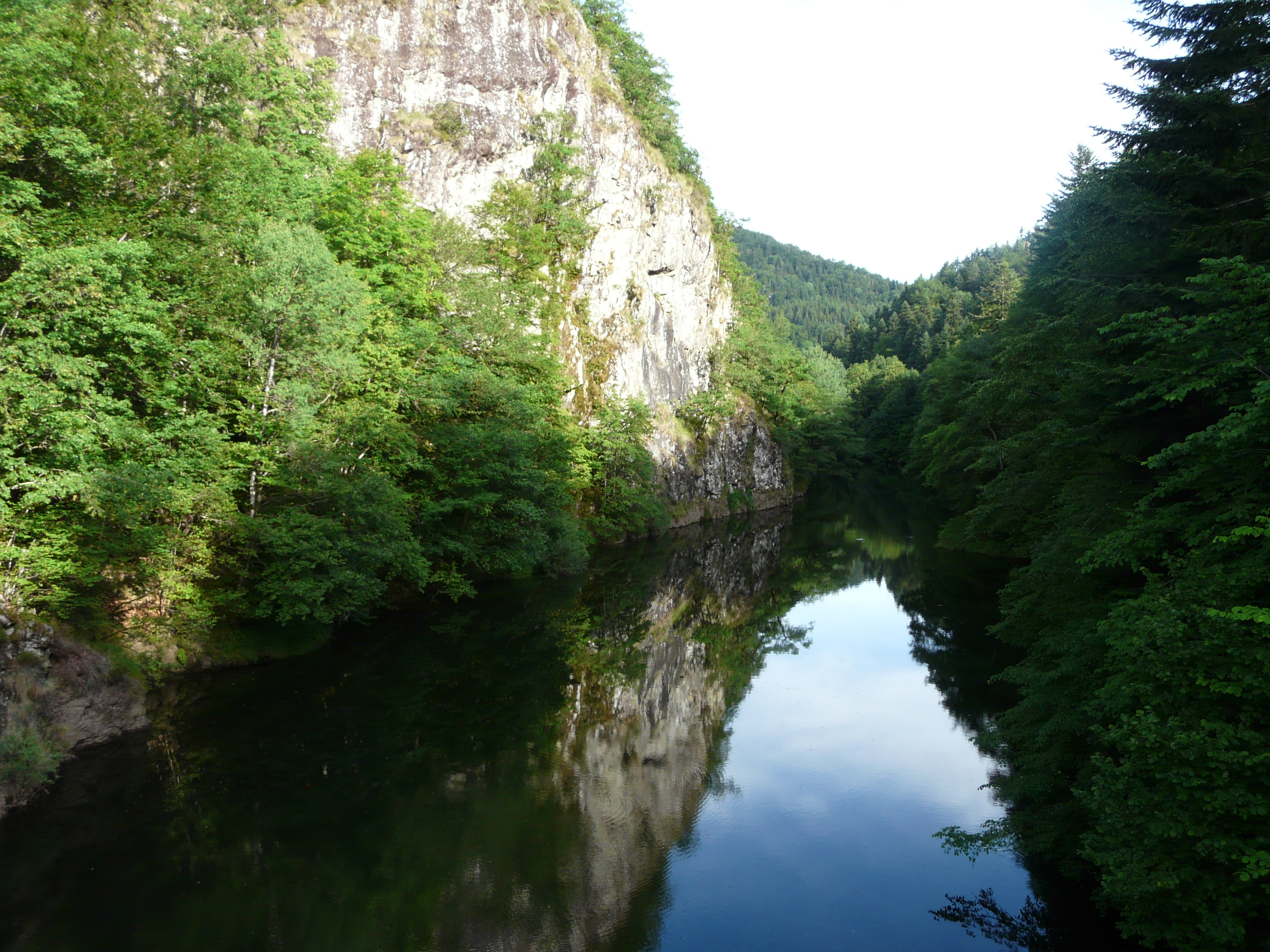
Les gorges de la Rhue au pont des Faux Monnayeurs.

### Héraldique
| Blason de Saint-Étienne-de-Chomeil | Blason  | D'or au lion de gueules tenant une croisette potencée du même, au chef de gueules chargé de trois étoiles d'argent. |
| Blason de Saint-Étienne-de-Chomeil | Détails | Armes de la famille de Saint-Étienne (éteinte). Le statut officiel du blason reste à déterminer.                    |

Visite virtuelle de L'église de Saint Etienne de Chomeil sur https://eglise-sec.durdu.fr/durdu/ offert par "L'association Crèche Musique et Tradition" et durdu.fr